# 德塞爾姆 (伊利諾伊州)
德塞爾姆（英語：Deselm）是位於美國伊利諾伊州坎卡基縣的一個非建制地區。該地的面積和人口皆未知。

## 地理
德塞爾姆的座標為41°14′58″N 87°58′28″W / 41.24944°N 87.97444°W，而該地的平均海拔高度為208米（即682英尺）。